# استیج (فصل ۱)
استیج (به انگلیسی: Stage) یک برنامهٔ تلویزیونی برای یافتن استعدادهای تاکنون ناشناخته موسیقی برای فارسی زبانان بدون در نظر گرفتن سن و سال و با داوری بابک سعیدی، شهرام آذر، حامد نیک‌پی و رضا روحانی است. شبکه من و تو بعد از محبوبیت نرم‌افزار پیام‌رسان تلگرام اقدام به ایجاد کانال برنامه استیج در این اپلیکیشن نمود. فصل اول این برنامه از شبکه منوتو پخش می‌شود و جایزه این مسابقه ۵۰ هزار دلار است. برای اولین بار در این سری برنامه‌ها از هنرجوهایی با سبک‌های غیر پاپ مانند رپ و سنتی و تلفیقی و جاز نیز پذیرفته شد.
برنده این مسابقه از سوی مردم و با استفاده از پیام کوتاه؛ تماس تلفنی؛ سایت منوتو و اپلیکیشن منوتو انتخاب می‌شود در فصل اول امیرحسین افتخاری از گروه حامد نیک‌پی مقام اول را بدست آورد.

## شرکت‌کنندگان
| دختر | پسر | فینالیست | برنده |

| گروه رضا روحانی              | گروه بابک سعیدی         | گروه شهرام آذر            | گروه حامد نیک‌پی          |
| ---------------------------- | ----------------------- | ------------------------- | ------------------------ |
| سولماز (انصراف در مرحله دوم) | عطا (حذف در مرحله سوم)  | شقایق (حذف در مرحله اول)  | پارسا (حذف در مرحله اول) |
| حسین (حذف در مرحله پنجم)     | رضا (حذف در مرحله هفتم) | فراز (حذف در مرحله چهارم) | سیاه (حذف در مرحله دوم)  |
| مژده (حذف در مرحله پنجم)     | پانیدا (مقام سوم)       | سهراب (حذف در مرحله ششم)  | مهدی (حذف در مرحله هشتم) |
| فریال (حذف در مرحله هشتم)    | امین (مقام دوم)         | میلاد (حذف در مرحله ششم)  | امیرحسین                 |

## مراحل آزمون‌ها

### مرحله اول آزمون
متقاضیان شرکت در برنامه،هر کدام مقابل داوران بخش کوتاهی آهنگ خواندند.از میان آنها،۶۰ نفر به مرحله بعد راه یافتند.

### مرحله دوم آزمون
۶۰ شرکت‌کننده برتر،هر کدام ترانه‌ای را این بار همراه با موسیقی  اجرا کردند.در این مرحله شرکت‌کنندگان توسط داوران گروه‌بندی شدند.در پایان،۳۲ شرکت‌کننده به مرحله بعد راه یافتند.(هر گروه،۸ نفر.)

### مرحله سوم آزمون
در آخرین مرحله،۳۲ شرکت‌کننده برتر دو به دو به‌عنوان رقیب،همراه با پیانو آهنگی اجرا کردند و از بین آن دو رقیب،یکی توسط داوران انتخاب می‌شد.در نهایت ۱۶ شرکت‌کننده حذف شدند و ۱۶ شرکت‌کننده به مراحل اجراهای زنده راه یافتند.

## مراحل اجراهای زنده

### ۱۶ شرکت‌کننده برتر
| شماره | نام شرکت‌کننده | ترانه (خواننده اصلی)                                      | نتیجه     |
| ----- | ------------- | --------------------------------------------------------- | --------- |
| ۱     | سولماز        | "خلوت" (گوگوش)                                            | باقی ماند |
| ۲     | عطا           | «سخته» (نیما علامه)                                       | باقی ماند |
| ۳     | پارسا         | "سلام آخر" (احسان خواجه امیری) "دل دیوونه" (مازیار فلاحی) | حذف شد    |
| ۴     | شقایق         | "حریق سبز" (ابی) "چه کردی!" (مهدی یغمایی)                 | حذف شد    |
| ۵     | حسین          | «گل یخ» (کوروش یغمایی)                                    | باقی ماند |
| ۶     | رضا           | «خودتی» (سینا حجازی)                                      | باقی ماند |
| ۷     | امیرحسین      | «چرا رفتی» (همایون شجریان)                                | باقی ماند |
| ۸     | فراز          | "حس می‌کنم" (جهان) "حسود" (داریوش)                         | نجات      |
| ۹     | مژده          | «سوغاتی» (هایده)                                          | باقی ماند |
| ۱۰    | امین          | «بچگی» (خودش)                                             | باقی ماند |
| ۱۱    | سیاه          | «افسوس» (رامش)                                            | باقی ماند |
| ۱۲    | سهراب         | «هجرت» (گوگوش)                                            | باقی ماند |
| ۱۳    | فریال         | «غریب آشنا» (گوگوش)                                       | باقی ماند |
| ۱۴    | پانیدا        | «رابطه» (شادمهر عقیلی)                                    | باقی ماند |
| ۱۵    | مهدی          | «این آخرین باره» (ابی)                                    | باقی ماند |
| ۱۶    | میلاد         | «عادت» (شادمهر عقیلی)                                     | باقی ماند |

### ۱۴ شرکت‌کننده برتر
| شماره | نام شرکت‌کننده | ترانه (خواننده اصلی)                                  | نتیجه      |
| ----- | ------------- | ----------------------------------------------------- | ---------- |
| ۱     | امین          | "قهرمان" (خودش)                                       | باقی ماند  |
| ۲     | سیاه          | "غوغای ستارگان" (پروین) "هرگز هرگز" (عهدیه)           | حذف شد     |
| ۳     | میلاد         | "نگران منی" (مرتضی پاشایی) "گل هیاهو" (فریدون آسرایی) | نجات       |
| ۴     | فریال         | "تو این زمونه" (شهرام شب‌پره)                          | باقی ماند  |
| ۵     | رضا           | «بیا بازم» (مسیح و آرش)                               | باقی ماند  |
| ۶     | مهدی          | «ارمغان تاریکی» (محمد اصفهانی)                        | باقی ماند  |
| ۷     | سهراب         | «زیادی» (باران)                                       | باقی ماند  |
| ۸     | سولماز        | "جان مریم" (محمد نوری) "پیشکش" (گوگوش)                | انصراف داد |
| ۹     | عطا           | «تقدیر» (شادمهر عقیلی)                                | باقی ماند  |
| ۱۰    | امیرحسین      | «هوای گریه» (همایون شجریان)                           | باقی ماند  |
| ۱۱    | فراز          | «خداحافظ» (حامی)                                      | باقی ماند  |
| ۱۲    | حسین          | «دریای انتظار» (گوگوش)                                | باقی ماند  |
| ۱۳    | پانیدا        | «اشارات نظر» (سارا نایینی)                            | باقی ماند  |
| ۱۴    | مژده          | «دل کوچولو» (مهستی)                                   | باقی ماند  |

### ۱۲ شرکت‌کننده برتر[۷]
| شماره | نام شرکت‌کننده | ترانه (خواننده اصلی)                                 | نتیجه     |
| ----- | ------------- | ---------------------------------------------------- | --------- |
| ۱     | امیرحسین      | "فقط دعا کن" (علی زند وکیلی)                         | باقی ماند |
| ۲     | سهراب         | "مردم" (معین)                                        | باقی ماند |
| ۳     | مژده          | "برگ خزان" (مرضیه)                                   | باقی ماند |
| ۴     | عطا           | "وابستت شدم" (احمد سعیدی) "نگران منی" (مرتضی پاشایی) | حذف شد    |
| ۵     | مهدی          | "احساس آرامش" (احسان خواجه امیری)                    | باقی ماند |
| ۶     | فراز          | "دیگه گریه دلو وا نمی‌کنه" (گوگوش)                    | باقی ماند |
| ۷     | حسین          | "غریبه" (شهریار)                                     | باقی ماند |
| ۸     | پانیدا        | "فکر بکر" (زانیار خسروی) "بدون تو" (زانیار خسروی)    | نجات      |
| ۹     | میلاد         | "من اگه نباشم" (کامران و هومن)                       | باقی ماند |
| ۱۰    | فریال         | "آینه" (فرهاد)                                       | باقی ماند |
| ۱۱    | رضا           | "دوست دارم زندگی رو" (سیروان خسروی)                  | باقی ماند |
| ۱۲    | امین          | "فکر کن" (خودش)                                      | باقی ماند |
| ۱۳    | آهنگ گروهی    | "یه قطره دریا" (بیژن مرتضوی)                         |           |

### ۱۱ شرکت‌کننده برتر[۸]
| شماره | نام شرکت‌کننده | ترانه (خواننده اصلی)                             | نتیجه     |
| ----- | ------------- | ------------------------------------------------ | --------- |
| ۱     | فراز          | "یه کاری کن" (فرزاد فرزین) "دوستم نداشتی" (امید) | حذف شد    |
| ۲     | فریال         | "کوه" (گوگوش)                                    | باقی ماند |
| ۳     | رضا           | "قاب شیشه‌ای" (سیاوش قمیشی)                       | باقی ماند |
| ۴     | امیرحسین      | "ماه و ماهی" (حجت اشرف‌زاده)                      | باقی ماند |
| ۵     | میلاد         | "مگه فرشته هم بده" (ابی و کامران و هومن)         | باقی ماند |
| ۶     | مژده          | "سراب" (هایده)                                   | باقی ماند |
| ۷     | امین          | "خورشید در اومده" (خودش) "نسل من" (خودش)         | نجات      |
| ۸     | مهدی          | "گل ناز دارم" (مسعود بختیاری)                    | باقی ماند |
| ۹     | سهراب         | "فریاد زیر آب" (داریوش اقبالی)                   | باقی ماند |
| ۱۰    | حسین          | "بعد از تو" (حسن شماعی زاده)                     | باقی ماند |
| ۱۱    | پانیدا        | "همین حرفا" (دایان)                              | باقی ماند |
| ۱۲    | آهنگ گروهی    | "نیمه گمشده" (گوگوش)                             |           |

### ۱۰ شرکت‌کننده برتر[۸]
| شماره | نام شرکت‌کننده | ترانه (خواننده اصلی)                                 | نتیجه     |
| ----- | ------------- | ---------------------------------------------------- | --------- |
| ۱     | حسین          | "بر فراز آسمان ها" (ابی) "یه دیواره" (فرامرز اصلانی) | حذف شد    |
| ۲     | پانیدا        | "یکی بود که میخوند" (سپیده وحیدی)                    | باقی ماند |
| ۳     | مهدی          | "تکیه گاه" (امید)                                    | باقی ماند |
| ۴     | سهراب         | "میلاد" (معین) "رابطه" (شادمهر عقیلی)                | نجات      |
| ۵     | فریال         | "هزار و یک شب" (ابی)                                 | باقی ماند |
| ۶     | امین          | "فرق کرده" (خودش)                                    | باقی ماند |
| ۷     | امیرحسین      | "ترش رو" (علی زند وکیلی)                             | باقی ماند |
| ۸     | رضا           | "بی تاب" (مهراد هیدن و سامان ویلسون)                 | باقی ماند |
| ۹     | مژده          | "خاطرخواه" (عهدیه) "نفس نفس" (ابی)                   | حذف شد    |
| ۱۰    | میلاد         | "آهنگ تو" (سامی بیگی)                                | باقی ماند |
| ۱۱    | آهنگ گروهی    | "دوست دارم" (سون)                                    |           |

### ۸ شرکت‌کننده برتر[۸]
| شماره | نام شرکت‌کننده | ترانه (خواننده اصلی)                            | نتیجه     |
| ----- | ------------- | ----------------------------------------------- | --------- |
| ۱     | رضا           | "شمال" (رضا یزدانی) "فریب" (کاوه یغمایی)        | نجات      |
| ۲     | امیرحسین      | به سوی تو (کوروس سرهنگ زاده)                    | باقی ماند |
| ۳     | فریال         | "نوازش" (ابی)                                   | باقی ماند |
| ۴     | میلاد         | "فریاد فریاد" (امید) "بوسه" (پویا)              | حذف شد    |
| ۵     | امین          | "تقصیر" (خودش)                                  | باقی ماند |
| ۶     | مهدی          | "راز" (ناصر عبداللهی)                           | باقی ماند |
| ۷     | سهراب         | "نابرده رنج" (احسان خواجه امیری) "ساقی" (هایده) | حذف شد    |
| ۸     | پانیدا        | "دیروز رفته امروزو دریاب" (گروه خاک)            | باقی ماند |
| ۹     | آهنگ گروهی    | "خدای آسمونها" (طوفان)                          |           |

### ۶ شرکت‌کننده برتر[۸]
| شماره | نام شرکت‌کننده | ترانه (خواننده اصلی)                                 | نتیجه     |
| ----- | ------------- | ---------------------------------------------------- | --------- |
| ۱     | پانیدا        | "جاده" (کاوه یغمایی) "باور" (خودش)                   | نجات      |
| ۲     | مهدی          | ایران ایران (مازیار)                                 | باقی ماند |
| ۳     | امین          | "به نام ایران" (خودش)                                | باقی ماند |
| ۴     | فریال         | "اگه یه روز" (فرامرز اصلانی)                         | باقی ماند |
| ۵     | امیرحسین      | "در حسرت ماه" (چارتار)                               | باقی ماند |
| ۶     | رضا           | "نسل سوخته" (کاوه یغمایی) "میعادگاه" (رضا یزدانی)    | حذف شد    |
| ۷     | آهنگ گروهی    | "طنین صلح" (معین، کوروس شاهمیری، اندی، فتانه، مرتضی) |           |

### نیمه نهایی[۸]
| شماره | نام شرکت‌کننده | ترانه (خواننده اصلی)                                        | نتیجه     |
| ----- | ------------- | ----------------------------------------------------------- | --------- |
| ۱     | امیرحسین      | "کجایی" (محسن چاوشی)                                        | باقی ماند |
| ۲     | فریال         | پل (گوگوش) "کویر" (گوگوش)                                   | حذف شد    |
| ۳     | امین          | "کسی از گربه‌های ایرانی خبر نداره" (خودش) "چی میدونی" (خودش) | نجات      |
| ۴     | مهدی          | "یک تکه زمین" (محمد اصفهانی) "یوسف گمگشته" (ستار)           | حذف شد    |
| ۵     | پانیدا        | "تنگنا" (فریدون فروغی)                                      | باقی ماند |
| ۶     | آهنگ گروهی    | "همصدا" (گوگوش)                                             |           |

### فینال[۸]
| شماره | نام شرکت‌کننده | ترانه (خواننده اصلی)                                                      | نتیجه    |
| ----- | ------------- | ------------------------------------------------------------------------- | -------- |
| ۱     | امین          | "داستان آخر" (خودش) "فکر کن" (خودش)                                       | مقام دوم |
| ۲     | پانیدا        | "سرمست" (رعنا فرحان) "عاشق بشو" (گروه خاک)                                | مقام سوم |
| ۳     | امیرحسین      | "باران تویی" (چارتار) "ترش رو" (علی زند وکیلی)                            | مقام اول |
| ۴     | آهنگ گروهی    | "بهار" (اندی، مرتضی برجسته، فتانه، ویگن، عارف عارف کیا، لیلا فروهر، ستار) |          |
| ۵     | آهنگ پیروزی   | "صدای صداقت" (حامد نیک‌پی و امیرحسین)                                      |          |

## استیج اکسترا
استیج اکسترا (به انگلیسی: Stage Xtra) برنامه‌ای است مرتبط با استیج با مجری‌گری سالومه سیدنیا که چهارشنبه‌ها ساعت ۸ شب از شبکه منوتو پخش می‌شد و به نمایش پشت صحنه‌های برنامه هفته پیش استیج می‌پرداخت.

## حاشیه‌ها
- در قسمت هشتم هنگامی که سیاه و میلاد و سولماز مجبور به خواندن ترانه نجات شدند و باید برای نجات خود ترانه‌ای اجرا می‌کردند؛ سولماز پیمایی از گروه رضا روحانی از اجرای آهنگ خودداری کرد و به خاطر "وجود اتفاقاتی در پشت پرده " از برنامه انصراف داد که بسیار جنجالی شد؛ به‌طوری‌که تعداد طرفدارانش در اینستاگرام از ۳۰ هزار به ۱۴۰ هزار نفر رسید. سولماز پس از "یک هفته" در برنامه استیج اکسترا در مصاحبه‌ای با سالومه سیدنیا دلیل انصراف نابهنگامش و منظورش را از دست‌های پشت پرده، واکنش رضا روحانی در تمرین‌های همان روزش عنوان کرد.[۱۰]
- فریال شرکت‌کننده‌ای که با «استایلی متفاوت» در این برنامه شرکت کرد، مورد توجه مردم در رسانه‌های اجتماعی قرار گرفت. او پرطرفدارترین شرکت‌کننده از نظر اینستاگرام با حدود ۸۰۰۰۰۰ فالور است.[۱۱]  تکه کلام «عزیزم» او در یکی از قسمت‌های برنامه موردِ، توجه‌ای خاص قرار گرفت. همچنين به علت گذاشتن كلاه گيس مدتي در شبكه هاي اجتماعي شايعه كچل بودن فريال مورد بحث و توجه بود.
- شایعه احتمال تقلب امین در مسابقه مدتی مورد بحث در شبکه‌های اجتماعی بود.
- بعد از بحث پانیدا با شهرام آذر در شب فینال، گفته‌شده گروهی از طرفداران شهرام به صفحه شخصی پانیدا در اینستاگرام حمله کردند.